# Copanarta nigerrima
Copanarta nigerrima là một loài bướm đêm trong họ Noctuidae.